# 切薩寧鎮區 (密歇根州)
切薩寧（英語：Chesaning Township）是位於美國密歇根州薩吉諾縣的一個行政鎮區。

## 地方資料
切薩寧的面積為89.80平方千米，當中陸地面積為89.80平方千米，而水域面積為0.00平方千米。根據2020年美國人口普查的數據，當地共有人口4748人，而人口密度為每平方千米52.87人。